# 3ivx
3ivx – kodek obrazu stworzony przez 3ivx Technologies.
3ivx to kodek do tworzenia strumieni multimedialnych zgodnych ze standardem MPEG-4 część 2, zaprojektowany pod kątem używania dla słabszych maszyn (np. urządzeń przenośnych). Załączone wtyczki i filtry pozwalają na jego osadzenie w popularnych kontenerach multimedialnych, np. QuickTime firmy Apple Inc. oraz ASF i AVI firmy Microsoft. Pozwala również na tworzenie prostych strumieni MP4 oraz AAC (Dolby Digital).
Inną ważną funkcją 3ivx jest zdolność nadawania strumieni w sieci Internet.